# 한현민 (희극인)
한현민(1981년 11월 10일 ~ )은 대한민국의 코미디언 겸 가수이다.

## 경력
2000년 연극배우 첫 데뷔하였고 이듬해 2001년에 뮤지컬배우 데뷔한 그는 연극배우 윤문식의 성대모사 개그로 유명하다.

## 학력
- 벌교고등학교 졸업
- 예원예술대학교 코미디연기학과 졸업

## 출연 작품

### 지상파
- SBS 《웃찾사》
  - 비둘기합창단
  - 형님뉴스
  - 족보전쟁
- MBC 《브레인 배틀》
- MBC 《기분 좋은 날》
- KBS 《여유만만》
- KBS 《가족오락관》
- 부산MBC 《MBC 스포츠 중계석》
- ubc 《전국 톱 10 가요 쇼》
- MBC 《꼰대인턴》- 어부 역 (특별출연)
- MBC 《건강 하우스 깡있는 아침》

### 종편 채널
- MBN 《개그공화국》
  - 우짜짜 응원단
  - 달마야 웃자 - 주지스님 역

### 케이블
- tvN 《코미디빅리그》
  - 〈싸움의 기술〉
  - 〈이름 대소동〉
  - 〈까톡친구들〉- 제이지 역
  - 〈남자의 노래〉
  - 〈코빅열차〉
  - 〈병맛 대소동〉
  - 〈용명 왈(曰)〉- 김용명, 김병욱의 아버지 역
- 투니버스 《벼락맞은 문방구》
- tvN 《퍼펙트 싱어 VS》

### 라디오
- SBS 파워FM 《두시탈출 컬투쇼》 (2009년 3월 2일) 출연

### 뮤직비디오
- 배드키즈 - 바밤바

### 드라마
- 2012년 MBC 《해를 품은 달》 - 격투기 진행자 역

### 영화
- 2023년 《별 볼일 없는 인생》 (우정출연)

## 가족 관계
- 배우자 : 최엄지 (1985년 ~ )
  - 장녀 : 한소영 (2008년 7월 9일 ~ )
  - 차녀 : 한가영 (2010년 ~ )

## 같이 보기
- 이재형
- 조영빈
- 정진욱